# Барбович, Александр Павлович
Александр Павлович Барбович (1 апреля 1887 — 1940) — русский военный лётчик, подполковник, участник Первой мировой войны, кавалер Георгиевского оружия (1917). После Октябрьской революции присоединился к Белому движению, где был произведён в полковники. После поражения Белого движения эмигрировал. Жил в Югославии и Албании. Участвовал в свержении Фана Ноли, но после прихода к власти Ахмета Зогу эмигрировал в Эфиопию, где стал военным советником императора Хайле Селассие. После оккупации Эфиопии итальянцами был помещён в концлагерь.

## Биография
Александр Барбович родился 1 апреля 1887 года в Виленской губернии, в семье дворян Полтавской губернии. Получил начальное образование во Втором кадетском корпусе, который окончил в 1905 году (по другим данным в 1906 году), затем до 1908 года обучался в Михайловском артиллерийском училище.
15 июня 1908 года был выпущен из артиллерийского училища с производством в чин подпоручика, и направлен 20-ю артиллерийскую бригаду. 3 сентября 1910 года Барбович был произведён в чин поручика.
Принимал участие в Первой мировой войне. 31 августа 1914 года произведён в штабс-капитаны. 11 мая 1915 года Александр Барбович был прикомандирован к Эскадре бомбардировщиков «Илья Муромец», служил артиллерийским офицером на воздушном корабле «Илья Муромец — IV». 18 ноября 1916 года произведён в капитанский чин. 18 июня 1917 года во время разведки близ деревень Сарнике-Гурно и Юнашкуе, самолёт Барбовича был дважды атакован 8-ю вражескими истребителями. Во время этого боя Александр Павлович получил ранение, но вместе с экипажем своего воздушного судна, смог нанести повреждения вражеским истребителям. 21 ноября 1917 года был удостоен Георгиевского оружия. 3 июля 1917 года произведён в подполковники.
После Октябрьской революции служил в Вооружённых силах Юга России, где стал полковником. После окончания гражданской войны в России эмигрировал в Югославию, где стал членом Общества офицеров-артиллеристов. Затем переехал в Албанию. В декабре 1924 года вместе с группой русских офицеров, принимал участие в свержении премьер-министра Албании Фана Ноли. После прихода к власти в Албании Ахмета Зогу Барбович эмигрировал в Эфиопию. Там он занял должность военного советника императора Эфиопии Хайле Селассие.
После установления власти Италии в Эфиопии был помещён в концлагерь. Александр Павлович скончался в 1940 году, находясь в концлагере. По данным историка Сергея Волкова, Барбович был жив в 1945 году, и в том же году «примкнул к красным».
Братом Александра был Николай Барбович (1 апреля 1887 — ?) — российский артиллерист, подполковник императорской армии. Обладатель Георгиевского оружия. После Октябрьской революции присоединился к Белому движению, в июле 1919 года произведён в полковники. 5 ноября 1919 года был удостоен ордена Святого Георгия 4-й степени. В 1920 году был взят в плен.

## Награды
Александр Павлович был удостоен следующих наград:
- Георгиевское оружие (Приказ по 7-й армии № 1888 от 21 ноября 1917[4])
— «за то, что 18-го июня 1917 г. при разведке в районах д.д. Сарнике-Гурно и Юнашкуе дважды был атакован истребителями противника (всего 8-ю) и, будучи ранен одновременно с экипажем корабля "Илья Муромец - IV", нанес повреждения неприятельским истребителям настолько сильные, что вывел их всех из строя на все время боя, выполнил свою задачу по бомбометанию»;
- Орден Святого Владимира 4-й степени с мечами и бантом (Высочайший приказ от 28 ноября 1915);
- Орден Святой Анны 2-й степени с мечами и бантом (Высочайший приказ от 3 октября 1916);
- Орден Святой Анны 3-й степени с мечами и бантом (1914);
- Орден Святой Анны 4-й степени с надписью «За храбрость» (Высочайший приказ от 28 февраля 1915);
- Орден Святого Станислава 2-й степени с мечами (1915);
- Орден Святого Станислава 3-й степени с мечами и бантом (Высочайший приказ от 24 января 1915);
- Высочайшее благоволение (20 мая 1916).

## Комментарии
1. ↑  Дворянский род Барбовичей был внесён в Список дворянских родов Полтавской губернии.